# Tanto (album)
Tanto – drugi album studyjny hiszpańskiego piosenkarza Pabla Alborána, wydany 6 listopada 2012 przez wytwórnię EMI Music.
Singlami promującymi wydawnictwo były utwory „Tanto”, „El beso”, „Quién”, „Éxtasis” oraz „Dónde está el amor”. Całościowy materiał zgromadzony na płycie został napisany i skomponowany przez samego wokalistę, a za produkcję odpowiadał Manuel Illán.
Album dotarł do 1. miejsca na hiszpańskiej liście sprzedaży i uzyskał certyfikat sześciokrotnej platynowej płyty za przekroczenie progu 400 tysięcy sprzedanych egzemplarzy w Hiszpanii. Był również notowany na szczycie listy najlepiej sprzedających się albumów w Portugalii, gdzie otrzymał ponadto status platynowej płyty. Tanto zdobył dwie nominacje do międzynarodowych nagród Latin Grammy Awards 2013.
5 listopada 2013 ukazała się reedycja albumu pod nazwą Tanto - Edición Premium.

## Lista utworów

### Standardowa
| Nr  | Tytuł                                    | Autorzy       | Producent          | Czas  |
| --- | ---------------------------------------- | ------------- | ------------------ | ----- |
| 1.  | „El beso”                                | Pablo Alborán | Manuel Illán       | 4:20  |
| 2.  | „Dónde está el amor” (feat. Jesse & Joy) | Pablo Alborán | Manuel Illán       | 3:45  |
| 3.  | „Yo no lo sabía”                         | Pablo Alborán | Manuel Illán       | 3:58  |
| 4.  | „Deshidratándome”                        | Pablo Alborán | Manuel Illán       | 4:06  |
| 5.  | „Toda la noche”                          | Pablo Alborán | Manuel Illán       | 3:04  |
| 6.  | „Seré”                                   | Pablo Alborán | Manuel Illán       | 4:13  |
| 7.  | „Tanto”                                  | Pablo Alborán | Manuel Illán       | 4:18  |
| 8.  | „Quién”                                  | Pablo Alborán | Manuel Illán       | 4:09  |
| 9.  | „En brazos de ella”                      | Pablo Alborán | Manuel Illán       | 3:56  |
| 10. | „Éxtasis”                                | Pablo Alborán | Manuel Illán       | 3:58  |
| 11. | „Me iré”                                 | Pablo Alborán | Manuel Illán       | 4:08  |
|     |                                          |               | Całkowita długość: | 43:55 |

## Pozycje na listach sprzedaży
| Kraj              | Lista sprzedaży (2012/2013/2014) | Najwyższa pozycja | Certyfikat          | Sprzedaż |
| ----------------- | -------------------------------- | ----------------- | ------------------- | -------- |
| Hiszpania         | PROMUSICAE                       | 1                 | 10× platynowa płyta | 400 000+ |
| Portugalia        | AFP                              | 1                 | platynowa płyta     | 15 000+  |
| Stany Zjednoczone | Latin Pop Albums                 | 11                |                     |          |
| Stany Zjednoczone | Top Latin Albums                 | 41                |                     |          |

## Nominacje
| Rok  | Nagroda             | Kategoria                                | Rezultat  |
| ---- | ------------------- | ---------------------------------------- | --------- |
| 2013 | Latin Grammy Awards | Album roku                               | Nominacja |
| 2013 | Latin Grammy Awards | Najlepszy album w gatunku pop tradycyjny | Nominacja |